# 宁利勒
寧利勒（Ninlil楔形文字：𒀭𒊩𒌆𒆤/dnin-lil2，“旷野女主”或“风之女主”），也被称为苏德（Sud），阿卡德語名為穆里图（Mulliltu），是恩利勒的配偶神。寧利勒是哈亚（Haya）與收穫、書寫女神尼萨巴(Nisaba)的女兒，後者在蘇美爾語文獻中有非常多的別稱，包括侬巴尔舍古努（Nunbarsegunu）、宁塞巴尔衮努（Ninshebargunnu）等等。而根據部分阿卡德文獻，她是安努（又名安）和安圖（蘇美爾語“祺”）的女儿。西奧菲勒斯·戈德里奇·平奇斯指出，寧利勒或貝莉特·伊蘭尼（Belit Ilani）在七个不同地區有七个不同的名字（如寧圖德（Nintud）、寧胡爾薩格、寧玛赫（Ninmah）等）。

## 名字
寧利爾的名字寫作𒀭𒊩𒌆𒆤/DNIN.LIL2，在早王朝時期寫為𒂍𒉣𒉣/E2.NUN.NUN，在埃美莎方言（讚美詩中地位崇高的女性所講的蘇美爾語變體）稱為𒀭𒃽𒆤/dgašan-lil2，傳統上將其解釋為蘇美爾語“風之女主”，與其丈夫恩利勒（Enlil，“風之主”）相對應，解釋的理由來自一份新亞述時代的文獻，文獻中將她與北風聯繫在一起，詮釋其名字為“風之女主”；文獻亦將恩利勒的名字與東風聯繫在一起，詮釋其名字為“萬物之主”。但由於該文獻的年代相對于寧利爾出現的年代過於晚，因此這個解釋遭到了不少亞述學者的質疑。
另一份文獻指出寧利爾又名蘇德（Sud，𒀭𒋢𒆳𒊒/dsud3），後者是寧利勒在嫁給恩利爾之前作為少女的名字。一般人為蘇德是另一個城邦舒魯帕克（Šurrupag）的守護神之一，在後來與作為恩利勒之妻的寧利勒融合為一個神。
寧利勒的阿卡德名字為穆莉塔（Mulliltu，音節書寫𒀭𒈬𒇸𒌅/dmu-lil-tu）或穆莉蘇（Mullissu，亞述語，音節書寫𒀭𒀯𒆷𒋙/dmul-la-šu2），有關這個名字的來源有兩種理論：
- 來自恩利勒在埃美莎方言中的名字穆利勒（Munlil，蘇美爾語dmun-lil2）的變體：首先第二個輔音n與後方的輔音發生同化，變為mu-ul-lil2，隨後加上阿卡德語中的陰性後綴-t-即可得到名字Mulliltu，該名字隨後伴隨阿卡德語的音變-it-到-ss-在新亞述時代變為Mullissu；
- 是個純粹的阿卡德語名字，可以詮釋為“純淨”。

該名字在後來被希臘語記錄下來，寫作Μυλιττα/Mulitta。

## 崇拜
寧利勒的名字最早出現于晚烏魯克時期(烏魯克IV期，公元前32世紀)的原始楔形文字文獻上，她的崇拜中心為恩利勒的聖城尼普爾（Nippur），在那裡她的神廟名為埃·基烏爾（E-kiur，𒂍𒆠𒃡/e2-ki-ur3）。作為恩利勒的妻子，寧利勒在很大程度上分享了恩利勒的神性，包括創造者、諸神之首、生命創造者等等，此外有時她還與數個地位較低的豐收神與母神融合在一起。
在亞述時代，恩利爾與亞述的主神阿淑爾（Aššur）等同，由此寧利勒/穆莉塔亦被等同于阿淑爾的妻子舍魯阿（Šeru'a，亞述語dA.EDIN或dše-ru-a）。此後在公元前第一千紀，寧利勒/穆莉塔又逐漸與伊師塔爾等同，因而具有了愛神的神格，正是由於這個原因希臘人將她與愛神阿布羅狄特等同起來。

## 神話
寧利爾在神話中的基本形象為恩利爾的妻子，具體的故事在不同時代有著不同的版本。

### 蘇美爾時代
在蘇美爾文獻中，寧利爾被描述為哈亞與女神尼薩巴（Nisaba）之女（在不同文獻中尼薩巴被賦予了不同的稱呼）。描寫寧利爾神話的蘇美爾文獻主要內容均為其與恩利勒相識個故事。

#### 《恩利勒與寧利勒》
出土于尼普爾神廟圖書館，新蘇美爾時代的神話文獻《恩利勒與寧利勒》描述寧利爾為侬巴尔舍古努（尼薩巴的別稱）之女，她不听母亲的勸告，到尼普爾附近的聖河伊德努比圖（Id-nunbir-tum）中沐浴，恩利勒看見這位年輕的少女神，燃起愛情之火而佔有了她。這一舉動觸怒了眾神，恩利勒由此被放逐到冥土，而寧利勒追隨他：
|  | 恩利勒被逐走了，而寧利勒追隨著祂； |
|  | 努那尼爾被逐走了，而少女追隨著祂。 |

在冥土，寧利勒生下了月神南納·欣（Nanna Suen），恩利勒又變成守城者、冥河護衛與擺渡人的形態，分別令寧利勒懷孕生下了内爾伽勒(Nergal)、尼納祖（Ninazu）與恩比盧盧（Enbilulu），所有這些神的出生都是為了頂替南納·欣以瞞過諸神的眼睛，以便讓月神升入天空。

#### 《恩利勒與蘇德》
另一份文獻記載了恩利勒與蘇德相識的故事：恩利勒巡遊世界，在尼薩巴女神的居所埃列什（Ereš）見到了她與哈亞的女兒蘇德，并對她一見鍾情。恩利勒以重金作為聘禮取走了蘇德，并賜予她諸神之首的權力，他們在尼普爾舉行了婚禮：
|  | 然後女神阿魯魯牽起她的手，領她進入埃什瑪赫；      |
|  | 她領她進入閃亮的埃·庫爾，用最上等的香水為她梳洗； |
|  | 在寢宮里，那如雪松林鮮花般盛開的床上；            |
|  | 恩利勒與他的妻子交合取樂。                        |

|                                                | “从现在起，这女孩将做……，这女孩将做这宫殿的女主人，”； |
|                                                | “神聖的尼薩巴之女，將做我美麗的妻子；”                 |
| {{lang\|sux\|dezina2 dezina2 zi kalam-ma ḫé-em | “作為恩茲那；茁壯的麥田；蘇美爾的生命。”               |

|  | “蘇德啊，從現在起恩利勒是王，而你寧利勒是他的后；” |
|  | “籍籍無名的少女已得到了她為人稱頌的名。”           |

### 巴比倫亞述時代
在巴比倫-亞述時代，寧利爾成为了风之女神，她可能是“阿达帕”（Adapa）故事中所提到的南風女神，與她象征北風的丈夫恩利勒對應。至于“风之女主”的称呼，可能与神话中的女妖“利勒-伊图”（Lil-itu）有关，据認為该角色是希伯來神話中“莉莉絲”（Lilith）傳說的起源。

## 备注
1. ↑  鲁刚 (编). . . 沈阳: 辽宁人民出版社: 155. 1989. ISBN 7-205-00960-X. NLC 000502980.
2. ↑  美索不达米亚神祇：哈亚（神）http://oracc.museum.upenn.edu/amgg/listofdeities/haya/index.html （页面存档备份，存于）
3. ↑  圣经考古学协会(英国伦敦). . 圣经考古学协会. 1911年.
4. ↑  . Geushner. 1913年  [2011年6月2日]. （原始内容存档于2014年1月1日）.
5. ↑  Livingstone, A. 2007. Mystical and Explanatory Works of Assyrian and Babylonian Scholars. Winona Lake, Indiana: Eisenbrauns.
6. 1 2 3  .   [2011年6月2日]. （原始内容存档于2014年8月8日）.
7. 1 2  Krebernik, M. 1998-2001. Ninlil. In Reallexikon der Assyriologie und Vorderasiatischen Archäologie 9, pp. 452-561. Berlin: de Gruyter.
8. ↑  Herodotus, Histories 1.131.3
9. ↑  .   [2014-08-05]. （原始内容存档于2018-10-05）.